# Valaste

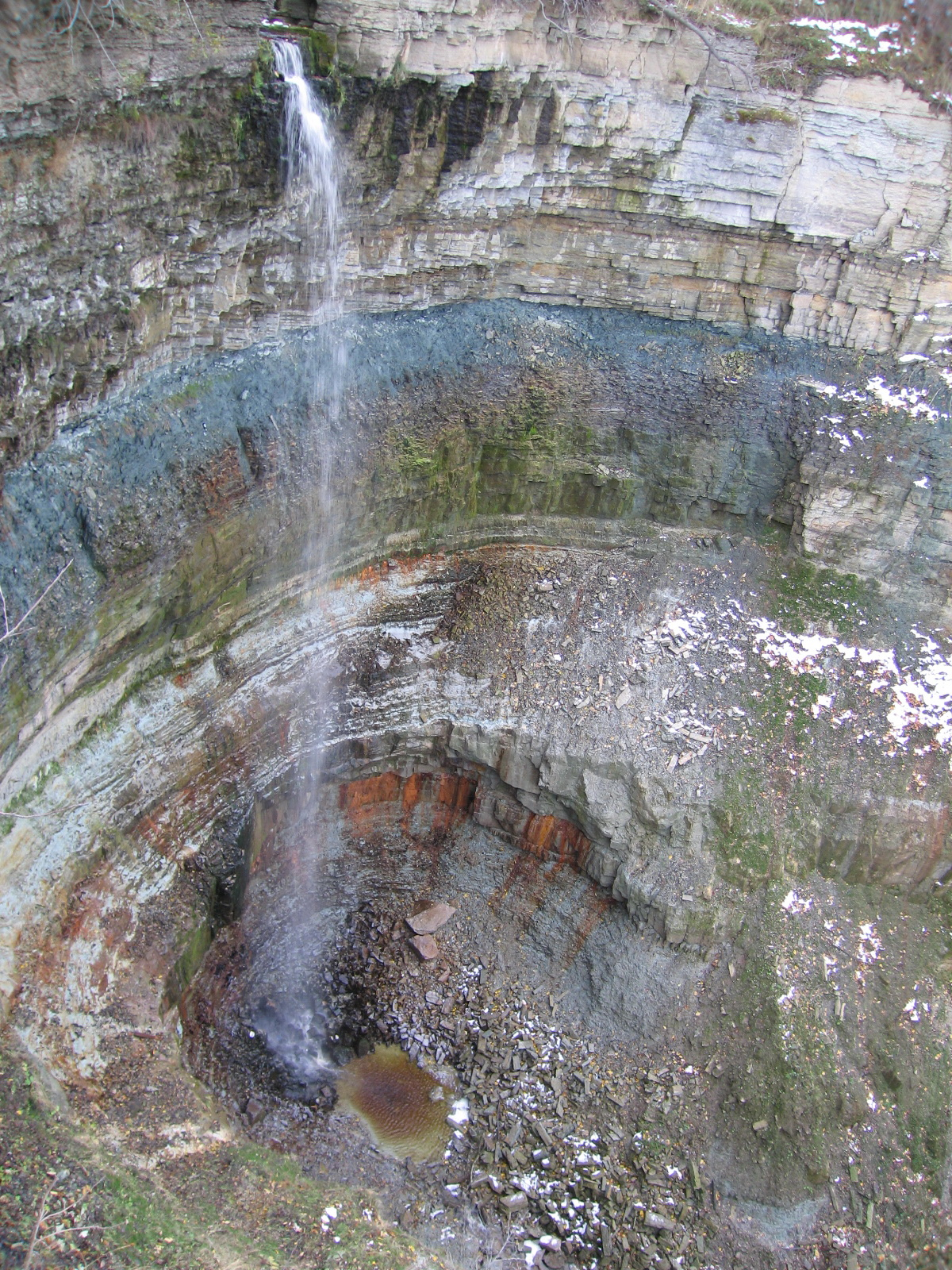
Wasserfall von Valaste (Valaste juga) bei geringer Wasserführung

Valaste (deutsch Wallast) ist ein Dorf (estnisch küla) in der Landgemeinde Kohtla. Es liegt im nordost-estnischen Kreis Ida-Viru. Valaste wurde erstmals im 13. Jahrhundert im Liber Census Daniæ als Uvalat urkundlich erwähnt. Stand 31. Dezember 2011 hatte das Dorf 105 Einwohner.

## Wasserfall

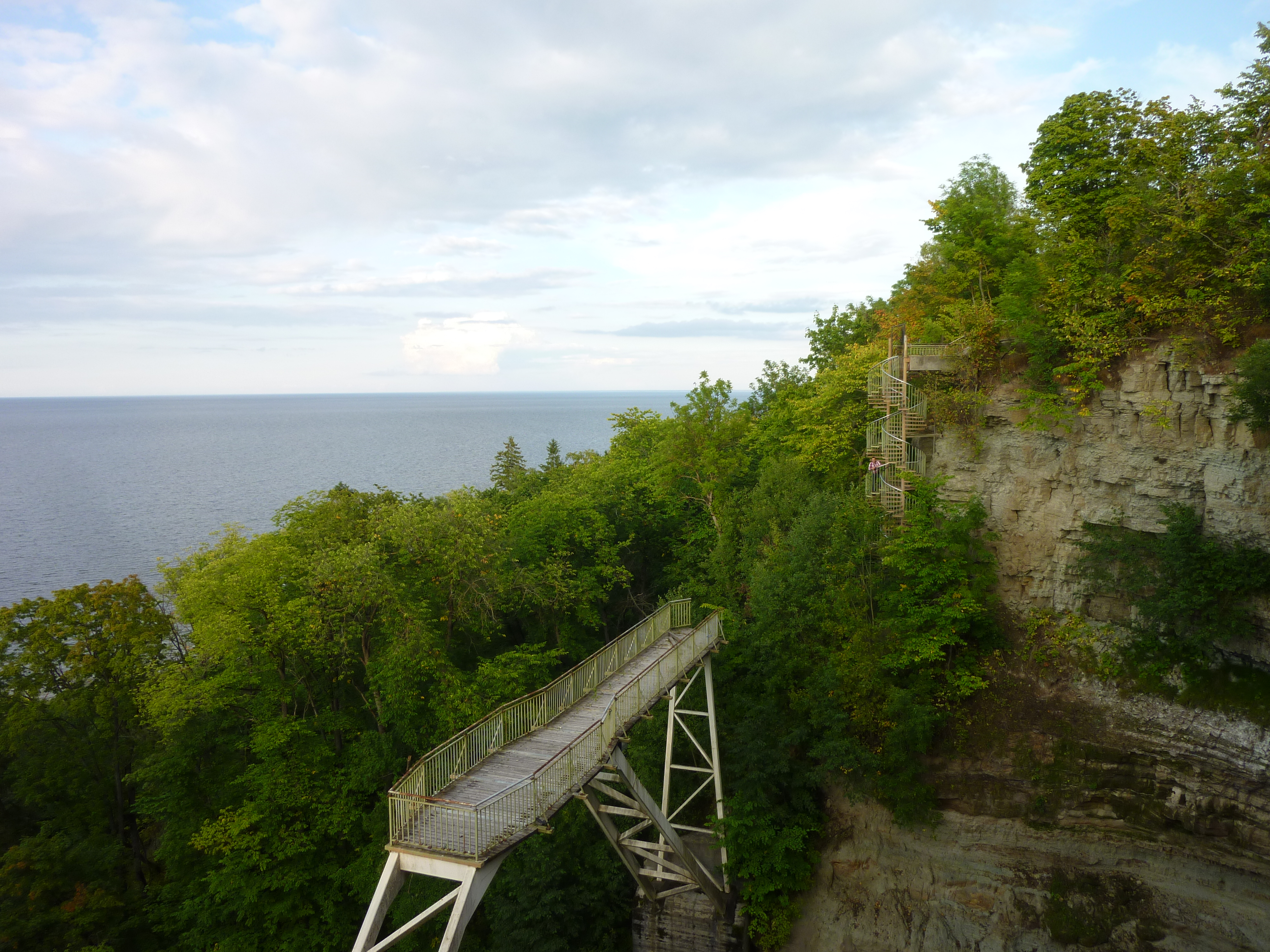
Beschädigte Aussichtsplattform 2015

Das Dorf ist vor allem wegen des Valaste juga bekannt, eines Wasserfalls, der mit 30,5 m der höchste in Estland ist. Die erste schriftliche Erwähnung des Wasserfalls datiert aus dem Jahr 1840, als ihn die in Tartu erscheinende deutschbaltische Zeitschrift Das Inland als Naturwunder bezeichnete.
Der Wasserfall liegt zwischen dem Gutshaus von Ontika und dem westlichen Ortsrand von Valaste. Dort stürzt unweit des Ostseestrandes das Wasser eines vor rund 200 Jahren angelegten Entwässerungsgrabens über den steil abfallenden Nordrand des Kalksteinplateaus, auf dem sich der nördliche Teil Ida-Virumaas erstreckt. Im Winter bilden sich dort bei starken Seewinden und plötzlich fallenden Temperaturen natürliche Eis-Skulpturen. Der Wasserfall ist ein beliebtes Touristenziel der Region.